# Eventful
Singles de Ami Suzuki
Delightful
(2005) Negaigoto
(2005)
Eventful est le 2e single de Ami Suzuki sorti sous le label Avex Trax, et son 16e en tout, en comptant les douze sortis chez Sony Music et deux auto-produits.

## Présentation
Le single sort le 25 mai 2005 au Japon sous le label Avex Trax, produit par Max Matsuura, deux mois seulement après le précédent, Delightful. Il atteint la 9e place du classement de l'Oricon. Il se vend à 23 718 exemplaires la première semaine, et reste classé pendant 5 semaines, pour un total de 36 660 exemplaires vendus durant cette période, soit trois fois moins que le précédent. Il sort également au format "CD+DVD" avec une pochette différente et incluant un DVD en supplément.
Comme le précédent single Delightful au titre similaire, ce single contient trois chansons différentes : Eventful et Kagami  (ainsi que leurs versions instrumentales), et une nouvelle version remixée du titre Hopeful, le premier titre de la chanteuse pour avex distribué en téléchargement. Chaque édition contient en plus un remix de la chanson-titre, différent selon les versions : Eventful -Dub's full of drama Remix- sur la version CD seul, et Eventful -83key Daybreak Remix- sur la version "CD+DVD".
La chanson-titre a été utilisée pendant un mois comme thème musical pour l'émission Music Fighter ; elle figurera sur l'album Around the World qui sortira en octobre suivant, ainsi que la précédente version remixée de Hopeful, puis un an plus tard dans une version remixée sur l'album de remix Amix World ainsi que la nouvelle version remixée de Hopeful.

## Liste des titres
Toutes les paroles sont écrites par Ami Suzuki.
| 1. | Eventful                             | Toru Watanabe   | Toru Watanabe      | 4:25 |
| 2. | Kagami                               | 木下智哉        | 西川レオ           | 4:20 |
| 3. | Hopeful -M.O.R. Remix-               | Shunsuke Yasaki | Mix : M.O.R.       | 4:06 |
| 4. | Eventful -Dub's Full of Drama Remix- | Toru Watanabe   | Mix : Dub Master X | 4:32 |
| 5. | Eventful (Instrumental)              | Toru Watanabe   | Toru Watanabe      | 4:25 |
| 6. | Kagami (Instrumental)                | 木下智哉        | 西川レオ           | 4:16 |

| 1. | Eventful                        | Toru Watanabe   | Toru Watanabe | 4:25 |
| 2. | Kagami                          | 木下智哉        | 西川レオ      | 4:20 |
| 3. | Hopeful -M.O.R. Remix-          | Shunsuke Yasaki | Mix : M.O.R.  | 4:06 |
| 4. | Eventful -83key Daybreak Remix- | Toru Watanabe   | Mix : 83key   | 4:32 |
| 5. | Eventful (Instrumental)         | Toru Watanabe   | Toru Watanabe | 4:25 |
| 6. | Kagami (Instrumental)           | 木下智哉        | 西川レオ      | 4:16 |

| 1. | Eventful                |  |
| 2. | Hopeful (Short Version) |  |
| 3. | Hopeful (Making of)     |  |

## Interprétations à la télévision
- Pop Jam (20 mai 2005)
- Hey! Hey! Hey! Music Champ (23 mai 2005)
- Music Station (27 mai 2005)
- Music Fighter (27 mai 2005)
- Melodix (28 mai 2005)
- CDTV (5 juin 2005)
- 47e Japan Record Awards ("Eventful" et "Around the World") (31 décembre 2005)